# أيظن (فلم)
أيظن فيلم مصري إنتاج 2006 من بطولة مي عز الدين وحسن حسني وحميد الشاعري وميرنا المهندس وعزت أبو عوف وهالة فاخر ومحمد شومان ومروى، تدور الأحداث حول رجل أعمال يبحث عن ابنته التي فقدها منذ حوالي 20 عاماً وذلك من خلال العديد من المواقف الكوميدية.

## قصة الفيلم
يبدأ الفيلم بعائلتين الأولى تتكون من هالة فاخر وابنيها حميد الشاعري وأخوه الصغير وصديقه محمد شومان والثانية عزت أبو عوف وابنته ميرنا المهندس وفي أحد الأيام تذهب هالة فاخر لزيارة قبر زوجها فتجد هناك حسن حسني الذي كان جارا لها قبل عشرين عاما وتخبره أنها تعرف مكان ابنته «جميلة» التي فقدت منذ حوالي 20 عاما حين وقعت العمارة التي كانوا يعيشون فيها ثم يقرر الجميع البحث عن هذه البنت لأن حسن حسني كان قد وعدهم بعشرة ملايين جنيه إذا وجدوها وفي رحلة البحث يذهبون إلى أحد البيوت المشبوهة خطأَ ويأخذون إلى السجن ليجدوا النقيب عفت «مي عز الدين» والتي تشبه ابنته كثيرا فتذهب للعيش معه ولكن بعد فترة يتبين أنها ليست ابنته وأنها كانت في مهمة للتحقق حول حسن حسني الذي كان مرشحا للانتخابات النيابية فتعده النقيبة عفت بإيجاد ابنته وبعد فترة تأتي وتخبره أنها وجدت ابنته وتكون راقصة من طنطا واسمها زبدة وتذهب أيضا للعيش معه ولكن تعترف بعد فترة أنها ليست ابنته وأن أهلها دفعوها إليه لتسلب أمواله وتأتي النقيبة عفت مرة أخرى لتخبره أنها وجدت ابنته والتي يكون اسمها نسمة لكنها تكون سمينة جدا وتحب الأكل كثيرا وفي أحد الأيام يأتي دكتور للكشف عنها ليجد أن السمنة التي لديها من مرض وراثي وأن نسمة ليست ابنته ثم تعود النقيبة عفت مرة أخرى لتأتي له بعقد ابنته وتقول له أنها ماتت فيصاب باكتئاب وبعد ذلك تأتي عفت مع نسمة وزبدة ليقوموا بحفل صغير يأتي في نهايته رجل ومعه عقد يشبه عقد جميلة وتأتي معه فتاة أخرى تشبه جميلة ولكن من اليابان لينتهي الفيلم بطريقة كوميدية.

## الممثلون
- مي عز الدين: جميلة، عفت، نسمة، زبدة.
- حسن حسني: سيد فوزي أبو غالي
- حميد الشاعري: حازم.
- ميرنا المهندس: مها.
- عزت أبو عوف: يوسف.
- هالة فاخر: والدة حازم.
- محمد شومان: طزة.
- مروى: المازة خطيبة أبو غالي.
- حسن عبد الفتاح: ضياء.
- طارق عصام: طفل
- عماد بعرور: ضيف شرف
- متولي علوان
- عمرو عبد العزيز

## روابط خارجية
- مقالات تستعمل روابط فنية بلا صلة مع ويكي بيانات